# Mount-Elgon-Nationalpark

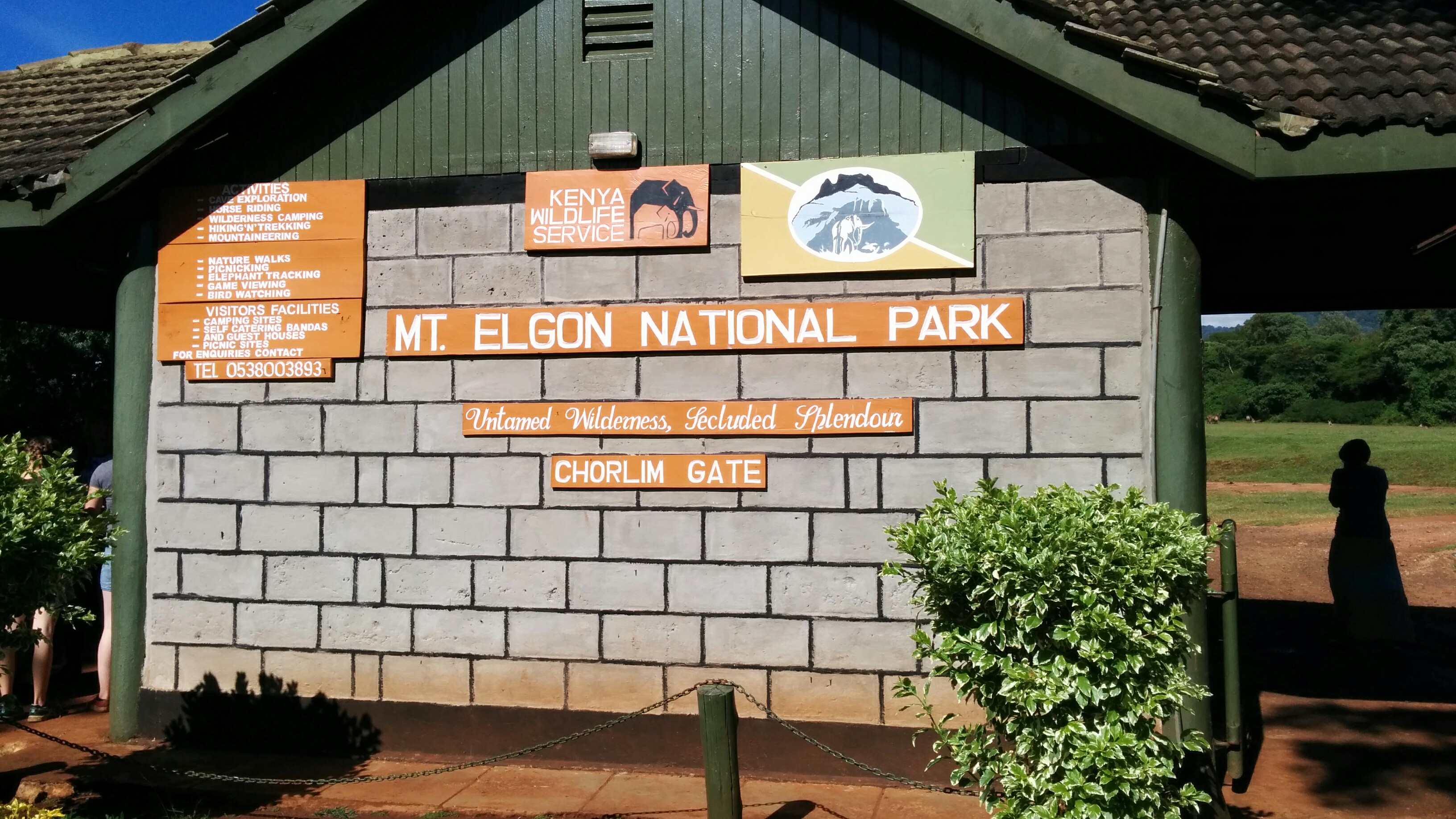
Eingang zum Mount-Elgon-Nationalpark, 2014

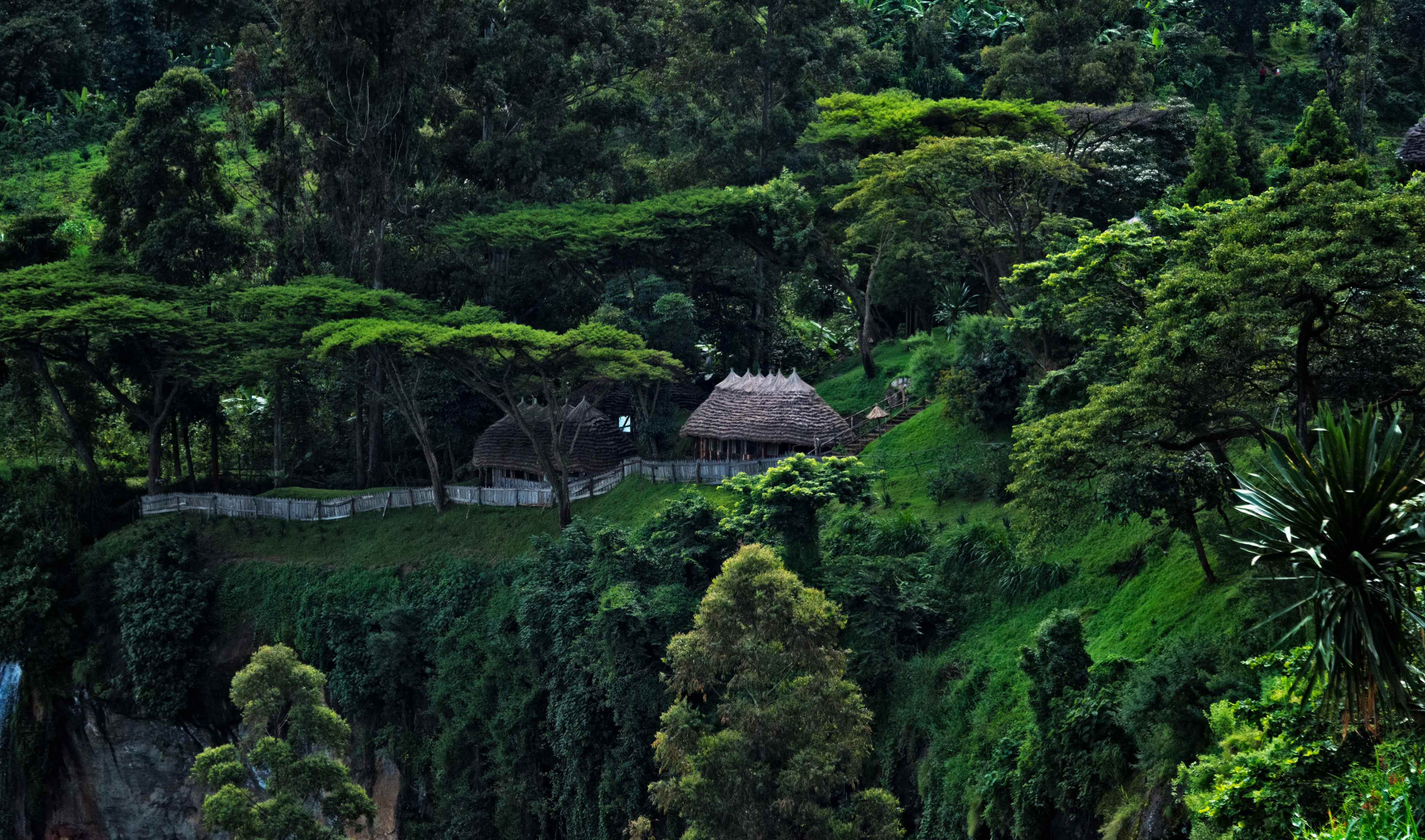
Szenerie am Mount Elgon, ugandische Seite, 2019

Der Mount-Elgon-Nationalpark ist ein Nationalpark 140 km nordöstlich des Victoriasees nahe der Stadt Mbale an der Grenze zwischen Uganda und Kenia.

## Geographie
Der Park umfasst eine Gesamtfläche von 1279 km², wovon sich 1110 km² in Uganda und 169 km² in Kenia befinden. Er liegt auf 2336 bis 4321 m Höhe über dem Meeresspiegel. Höchster Punkt und Namensgeber ist der erloschene Vulkan Mount Elgon. Einige der Gipfel liegen in Kenia; von dort ist auch bekannt, dass Elefanten und andere Tiere von weit her kommen, um in den Lavahöhlen salzige Erde zu fressen.
Ein Mosaik aus Grasland, Sümpfen, Mooren und Bergregenwald prägt den Charakter dieser Landschaft. Der Jahresniederschlag beträgt über 1200 mm.

## Fauna
Im Mount-Elgon-Nationalpark leben Leoparden, Elenantilopen, Büffel, Buschböcke und Riesenwaldschweine. Außerdem gibt es einen kleinen Elefantenbestand. Dieser wurde 1973 mit 500 und 1977 mit 1000 Exemplaren angegeben, doch 1987 waren es nur noch 200 Tiere. Die Elefanten sind recht scheu. Ihre Spuren kann man in den großen Felshöhlen des Bergmassivs finden, wo sie alle paar Tage Mineralien aufnehmen.

## Kritik
Bei seiner Gründung wurden rund 30.000 Benet (eine Ethnie dieser Region), die teils zu den Sabiny eingeordnet werden, was jedoch umstritten ist, in das so genannte Benet-Umsiedlungsareal zwangsumgesiedelt. Die erste Verfrachtung aus dem Nationalparkgelände auf dieses Umsiedlungsareal geschah 1983 und war nur „teilweise erfolgreich“ – ein beträchtlicher Teil der Benet entzog sich der Umsiedlung und verblieb im Nationalpark. Den Umgesiedelten stellte die Regierung lediglich das nackte Land zur Verfügung. Starthilfen wie Baumaterial, landwirtschaftliche Geräte, Saatgut oder ähnliches wurde ihnen nicht geboten. Zu einer zweiten Umsiedlungswelle kam es 1992, als die Menschen mit vorgehaltener Waffe gezwungen wurden, den Nationalpark zu verlassen. Im Zuge dieser Strafaktion wurden Menschen geschlagen, es kam zu zahlreichen Körperverletzungen und Vergewaltigungen, das Vieh der Benet wurde abgeschlachtet, ihre Häuser wurden in Brand gesteckt. Damit nicht genug: Im Zuge dieser Vertreibung wurde die Größe der 1983 zur Verfügung gestellten Umsiedlungsfläche von der Uganda Wildlife Authority (UWA) überprüft und von 7500 auf 6000 Hektar reduziert. Das heißt, über Nacht verloren rund 6000 Menschen, die über zehn Jahre darauf verwendet hatten, das ihnen zugewiesene Land zu kultivieren, erneut ihre Lebensgrundlage. Wiederum wurden sie zu „Eindringlingen“ und unerwünschten Siedlern. Weitere Verschiebungen der Grenzen des Umsiedlungsareals zu Lasten der Sabiny erfolgten 2002 und 2004. Zugleich wandten sich die UWA-Ranger nach dem Ende politischer Unruhen in Uganda einer strikteren Durchsetzung der Nationalpark-Gesetze zu. Menschen, die außerhalb der neu gezogenen Grenzen des Umsiedlungsareals lebten, waren ständigen Drohungen, Belästigungen und tätlichen Angriffen durch die UWA-Ranger ausgesetzt, bis hin zur Vergewaltigung Holz sammelnder Frauen. Von der relativen politischen Ruhe, die in Uganda seit einigen Jahren herrscht, profitieren die Ureinwohner dieser Region nicht.	
EU, Weltbank und die Deutsche Gesellschaft für Technische Zusammenarbeit GmbH (GTZ) werden beschuldigt, durch ihre Weiterbildungsseminare für Mitarbeiter der ugandischen Forst- und Wildbehörden die Mitverantwortung an der Vertreibung von über 130.000 Menschen in Uganda zu tragen.